# Palmarés da Saunier Duval
A antiga equipa ciclista profissional Saunier Duval, e as suas posteriores denominações, conseguiu durante toda sua história as seguintes vitórias em carreiras profissionais:

## Saunier Duval-Prodir

### 2004
| Datas           | Carreiras                            | Vencedor                       |
| 2 de fevereiro  | 1.ª etapa do Tour de Catar           | Francisco Ventoso              |
| 17 de fevereiro | 3.ª etapa da Volta a Andaluzia       | Juan Carlos Domínguez          |
| 19 de fevereiro | Volta a Andaluzia                    | Juan Carlos Domínguez          |
| 26 de março     | Semana Catalã                        | Joaquim Rodríguez              |
| 16 de abril     | 3.ª etapa da Volta a Aragão          | Constantino Zaballa            |
| 1 de maio       | 4.ª etapa do Volta à Romandia        | Fabian Jeker                   |
| 16 de maio      | 5.ª etapa da Volta às Astúrias       | Miguel Ángel Martín Perdiguero |
| 2 de junho      | 1.ª etapa da Euskal Bizikleta        | Miguel Ángel Martín Perdiguero |
| 3 de junho      | 2.ª etapa da Euskal Bizikleta        | Miguel Ángel Martín Perdiguero |
| 6 de junho      | Wachovia USPRO Championships         | Francisco Ventoso              |
| 15 de junho     | 2.ª etapa da Volta à Catalunha       | Miguel Ángel Martín Perdiguero |
| 16 de junho     | 3.ª etapa da Volta à Catalunha       | Miguel Ángel Martín Perdiguero |
| 17 de junho     | 4.ª etapa da Volta à Catalunha (CRI) | Miguel Ángel Martín Perdiguero |
| 20 de junho     | Volta à Catalunha                    | Miguel Ángel Martín Perdiguero |
| 7 de agosto     | Clássica de San Sebastián            | Miguel Ángel Martín Perdiguero |
| 8 de agosto     | Subida a Urkiola                     | Leonardo Piepoli               |
| 12 de setembro  | 9.ª etapa da Volta a Espanha         | Leonardo Piepoli               |
| 24 de setembro  | 19.ª etapa da Volta a Espanha        | Constantino Zaballa            |

### 2005

#### UCI ProTour
| Datas        | Carreiras                            | Vencedor            |
| 19 de maio   | 4.ª etapa da Volta à Catalunha       | Leonardo Piepoli    |
| 20 de maio   | 5.ª etapa da Volta à Catalunha (CRI) | Íñigo Cuesta        |
| 16 de junho  | 6.ª etapa da Volta à Suíça           | Chris Horner        |
| 13 de agosto | Clássica de San Sebastián            | Constantino Zaballa |

#### Circuitos Continentais da UCI
| Data         | Circuito                | Carreira                    | Vencedor              |
| 10 de agosto | UCI Europe Tour de 2005 | 4.ª etapa da Volta a Burgos | Juan Carlos Domínguez |
| 11 de agosto | UCI Europe Tour de 2005 | Volta a Burgos              | Juan Carlos Domínguez |
| 14 de agosto | UCI Europe Tour de 2005 | Subida a Urkiola            | Joaquim Rodríguez     |

#### Campeonatos nacionais
| Datas       | Carreiras                                 | Vencedor           |
| 22 de junho | Campeonato da Itália Contrarrelógio (CRI) | Marco Pinotti      |
| 26 de junho | Campeonato da Espanha em Estrada          | Juan Manuel Gárate |

### 2006

#### UCI ProTour
| Datas         | Carreiras                              | Vencedor                   |
| 8 de abril    | 6.ª etapa da Volta ao País Basco (CRI) | José Ángel Gómez Marchante |
| 8 de abril    | Volta ao País Basco                    | José Ángel Gómez Marchante |
| 20 de maio    | 13.ª etapa do Giro d'Italia            | Leonardo Piepoli           |
| 21 de maio    | Volta à Catalunha                      | David Cañada               |
| 24 de maio    | 17.ª etapa do Giro d'Italia            | Leonardo Piepoli           |
| 15 de junho   | 6.ª etapa da Volta à Suíça             | Koldo Gil                  |
| 28 de agosto  | 3.ª etapa da Volta a Espanha           | Francisco Ventoso          |
| 9 de setembro | 14.ª etapa da Volta a Espanha (CRI)    | David Millar               |

#### Circuitos Continentais da UCI
| Data          | Circuito                     | Carreira                               | Vencedor          |
| 25 de março   | UCI Europe Tour de 2005-2006 | 5.ª etapa da Settimana Coppi e Bartali | Riccardo Riccò    |
| 31 de maio    | UCI Europe Tour de 2005-2006 | 1.ª etapa da Euskal Bizikleta          | Koldo Gil         |
| 3 de junho    | UCI Europe Tour de 2005-2006 | 4.ªa etapa da Euskal Bizikleta         | Francisco Ventoso |
| 4 de junho    | UCI Europe Tour de 2005-2006 | 4.ªb etapa da Euskal Bizikleta (CRI)   | Koldo Gil         |
| 4 de junho    | UCI Europe Tour de 2005-2006 | Euskal Bizikleta                       | Koldo Gil         |
| 22 de outubro | UCI Asia Tour de 2006-2007   | Japan Cup                              | Riccardo Riccò    |

#### Campeonatos nacionais
| Datas       | Carreiras                                  | Vencedor    |
| 22 de junho | Campeonato da Polónia Contrarrelógio (CRI) | Peter Mazur |

### 2007

#### UCI ProTour
| Datas         | Carreiras                        | Vencedor           |
| 11 de março   | Prólogo da Paris-Nice (CRI)      | David Millar       |
| 16 de março   | 3.ª etapa da Tirreno-Adriático   | Riccardo Riccò     |
| 17 de março   | 4.ª etapa da Tirreno-Adriático   | Riccardo Riccò     |
| 9 de abril    | 1.ª etapa da Volta ao País Basco | Juanjo Cobo        |
| 13 de abril   | 5.ª etapa da Volta ao País Basco | Juanjo Cobo        |
| 14 de abril   | Volta ao País Basco              | Juanjo Cobo        |
| 22 de maio    | 10.ª etapa do Giro d'Italia      | Leonardo Piepoli   |
| 27 de maio    | 15.ª etapa do Giro d'Italia      | Riccardo Riccò     |
| 30 de maio    | 17.ª etapa do Giro d'Italia      | Gilberto Simoni    |
| 1 de junho    | 19.ª etapa do Giro d'Italia      | Iban Mayo          |
| 27 de agosto  | 5.ª etapa do Eneco Tour          | Luciano Pagliarini |
| 9 de setembro | 9.ª etapa da Volta a Espanha     | Leonardo Piepoli   |

#### Circuitos Continentais da UCI
| Data           | Circuito                      | Carreira                               | Vencedor                       |
| 27 de janeiro  | UCI America Tour de 2006-2007 | 4.ª etapa do Tour de San Luis          | Riccardo Riccò                 |
| 27 de março    | UCI Europe Tour de 2006-2007  | 2.ª etapa da Volta a Castela e Leão    | Francisco Ventoso              |
| 28 de março    | UCI Europe Tour de 2006-2007  | 3.ª etapa da Volta a Castela e Leão    | Francisco Ventoso              |
| 30 de março    | UCI Europe Tour de 2006-2007  | 5.ª etapa da Volta a Castela e Leão    | Francisco Ventoso              |
| 31 de março    | UCI Europe Tour de 2006-2007  | 5.ª etapa da Settimana Coppi e Bartali | Riccardo Riccò                 |
| 1 de maio      | UCI Europe Tour de 2006-2007  | Subida ao Naranco                      | Koldo Gil                      |
| 5 de maio      | UCI Europe Tour de 2006-2007  | 3.ª etapa da Volta às Astúrias         | Alberto Fernández de la Puebla |
| 7 de maio      | UCI Europe Tour de 2006-2007  | Volta às Astúrias                      | Koldo Gil                      |
| 3 de junho     | UCI Europe Tour de 2006-2007  | Grande Prêmio de Llodio                | David de la Fuente             |
| 8 de junho     | UCI Europe Tour de 2006-2007  | 1.ª etapa da Euskal Bizikleta          | Alberto Fernández de la Puebla |
| 5 de agosto    | UCI Europe Tour de 2006-2007  | Subida a Urkiola                       | José Ángel Gómez Marchante     |
| 14 de setembro | UCI America Tour de 2006-2007 | 4.ª etapa do Tour de Missouri          | Luciano Pagliarini             |
| 7 de outubro   | UCI America Tour de 2007-2008 | 1.ª etapa da Volta a Chihuahua         | Javier Megías                  |
| 28 de outubro  | UCI Asia Tour de 2007-2008    | Japan Cup                              | Manuele Mori                   |

#### Campeonatos nacionais
| Datas         | Carreiras                                      | Vencedor            |
| 20 de junho   | Campeonato da Letónia Contrarrelógio (CRI)     | Raivis Belohvoščiks |
| 5 de agosto   | Campeonato do Reino Unido em Estrada           | David Millar        |
| 2 de setembro | Campeonato do Reino Unido Contrarrelógio (CRI) | David Millar        |

## Saunier Duval-Scott/Scott-American Beef

### 2008

#### Grandes Voltas (e carreiras ex-ProTour)
| Datas       | Carreira                     | Ganhador       |
| 11 de maio  | 2.ª etapa do Giro d'Italia   | Riccardo Riccò |
| 17 de maio  | 8.ª etapa do Giro d'Italia   | Riccardo Riccò |
| 14 de julho | 10.ª etapa do Tour de France | Juan José Cobo |

#### UCI ProTour de 2008
| Datas        | Carreira                          | Ganhador            |
| 27 de agosto | 7.ª etapa do BinckBank Tour (CRI) | Raivis Belohvoščiks |
| 31 de agosto | 2.ª etapa da Volta a Alemanha     | David de la Fuente  |

#### Circuitos Continentais da UCI
| Datas           | Circuito                      | Carreira                             | Ganhador             |
| 21 de fevereiro | UCI Europe Tour de 2007-2008  | 5.ª etapa da Volta a Andaluzia       | Denis Flahaut        |
| 23 de fevereiro | UCI America Tour de 2007-2008 | 6.ª etapa do Volta a Califórnia      | Luciano Pagliarini   |
| 8 de junho      | UCI Europe Tour de 2007-2008  | 3.ª etapa da Euskal Bizikleta        | Eros Capecchi        |
| 8 de junho      | UCI Europe Tour de 2007-2008  | Euskal Bizikleta                     | Eros Capecchi        |
| 9 de agosto     | UCI Europe Tour de 2007-2008  | 5.ª etapa da Volta a Burgos          | Juan José Cobo       |
| 23 de agosto    | UCI Europe Tour de 2007-2008  | 9.ª etapa da Volta a Portugal        | Juan José Cobo       |
| 16 de setembro  | UCI America Tour de 2007-2008 | 4.ª etapa da Volta ao México         | José Alberto Benítez |
| 17 de setembro  | UCI America Tour de 2007-2008 | 5.ª etapa da Volta ao México         | José Alberto Benítez |
| 9 de outubro    | UCI America Tour de 2008-2009 | 4.ª etapa da Volta a Chihuahua (CRI) | Iker Camaño          |

#### Campeonatos nacionais
| Datas       | Carreira                                   | Ganhador            |
| 26 de junho | Campeonato da Letónia Contrarrelógio (CRI) | Raivis Belohvoščiks |

## Fuji-Servetto

### 2009

#### UCI World Calendar
| Datas       | Carreira                      | Ganhador        |
| 29 de abril | 1.ª etapa do Volta à Romandia | Ricardo Serrano |

#### Circuitos Continentais da UCI
| Datas       | Circuito                     | Carreira                            | Ganhador           |
| 26 de março | UCI Europe Tour de 2008-2009 | 4.ª etapa da Volta a Castela e Leão | Juan José Cobo     |
| 4 de abril  | UCI Europe Tour de 2008-2009 | Grande Prêmio Miguel Indurain       | David de la Fuente |

## Footon-Servetto

### 2010

#### UCI World Calendar
| Datas         | Carreiras                    | Ganhador               |
| 21 de janeiro | 3.ª etapa do Tour Down Under | Manuel Antonio Cardoso |

#### Circuitos Continentais da UCI
| Datas         | Circuito                      | Carreiras                       | Ganhador         |
| 19 de janeiro | UCI America Tour de 2009-2010 | 2.ª etapa do Tour de San Luis   | Rafael Valls     |
| 20 de maio    | UCI Europe Tour de 2009-2010  | 2.ª etapa do Circuito de Lorena | Fabio Felline    |
| 21 de maio    | UCI Europe Tour de 2009-2010  | 3.ª etapa do Circuito de Lorena | Fabio Felline    |
| 23 de maio    | UCI Europe Tour de 2009-2010  | Circuito de Lorena              | Fabio Felline    |
| 20 de junho   | UCI Europe Tour de 2009-2010  | Raiffeisen G. P.                | Matthias Brändle |

#### Campeonatos nacionais
| Datas         | Carreiras                              | Ganhador         |
| 17 de outubro | Campeonato do Liechtenstein em Estrada | Matthias Brändle |

## Geox-TMC

### 2011

#### Circuitos Continentais da UCI
| Datas           | Circuito                     | Carreiras                     | Ganhador        |
| 27 de fevereiro | UCI Europe Tour de 2010-2011 | Clássica de Almería           | Matteo Pelucchi |
| 21 de abril     | UCI Europe Tour de 2010-2011 | 3.ª etapa do Giro do Trentino | Fabio Duarte    |
| 21 de julho     | UCI Europe Tour de 2010-2011 | 2.ªA etapa do Brixia Tour     | Fabio Felline   |